# هيلج ساندر
هيلج ساندر (بالدنماركية: Helge Sander)‏ هو صحفي وسياسي دانمركي، ولد في 27 أغسطس 1950. حزبياً، نشط في الحزب الليبرالي. وقد انتخب عضو فولكتنغ ‏ عن دائرة West Jutland (Folketing constituency) ‏ وقد انضم خلال فترته النيابية ‏  للكتلة البرلمانية الحزب الليبرالي.

## روابط خارجية
- هيلج ساندر على موقع IMDb (الإنجليزية)